# Acanthonyx undulatus
Acanthonyx undulatus is een krabbensoort uit de familie van de Epialtidae. De wetenschappelijke naam van de soort is voor het eerst geldig gepubliceerd in 1947 door Barnard.